# Lumina soarelui la primul etaj
Lumina soarelui la primul etaj este o pictură din 1960 a artistului american Edward Hopper. Ea descrie două femei de vârste diferite aflate pe balconul de la primul etaj al unei case albe. Femeia mai în vârstă citește un ziar, în timp ce femeia mai tânără stă pe balustradă.
Hopper i-a spus lui Katharine Kuh că este una dintre picturile preferatele ale sale. Pictura se află în colecția Whitney Museum of American Art.

## Crearea
Potrivit lui Hopper, pictura a fost "o încercare de a picta lumina soarelui cu alb, cu aproape nici un pigment galben în alb", și "orice idee psihologică va trebui să fie furnizată de către spectator". Soția lui, Josephine, a fost modelul pentru ambele femei din tablou. Acest lucru a fost contestat de către vecinele lui Hopper, Marie Stephens și fiica ei adolescentă, Kim, care a susținut că tânăra femeie trebuie să se fi bazat pe una dintre ele, ținând cont de mărimea bustului imaginat al femeii. Pictura a fost terminată pe 15 septembrie 1960.

## Legături externe
- en Second Story Sunlight at the Whitney Museum of American Art